# 2068 Dangreen
2068 Dangreen este un asteroid din centura principală, descoperit pe 8 ianuarie 1948 de Margueritte Laugier.